# The Secret Migration
The Secret Migration è il sesto album della rock band statunitense Mercury Rev, pubblicato nel 2005.

## Tracce
1. Secret for a Song – 4:01
2. Across Yer Ocean – 3:20
3. Diamonds – 3:51
4. Black Forest (Lorelei) – 4:46
5. Vermillion – 4:07
6. In the Wilderness – 2:32
7. In a Funny Way – 4:02
8. My Love – 4:14
9. Moving On – 1:20
10. The Climbing Rose – 3:19
11. Arise – 3:49
12. First-Time Mother's Joy (Flying) – 3:31
13. Down Poured the Heavens – 1:36

## Musicisti
- Jonathan Donahue - Voce, Chitarra
- Grasshopper - Chitarra
- Dave Fridmann - Basso
- Jeff Mercel - Batteria
- Carlos Anthony Molina - Basso